# Dražan Jerković
Dražan Jerković, född 6 augusti 1936 i Šibenik, Jugoslavien, död 9 december 2008 i Zagreb, Kroatien, var en jugoslavisk-kroatisk fotbollsspelare (anfallare) och tränare.
Jerković spelade för Dinamo Zagreb och KAA Gent. Han spelade 21 landskamper för Jugoslavien och deltog i VM 1958 och VM 1962. 1962 blev han VM:s skyttekung med fyra mål (delad titel).